# Boggy Peak

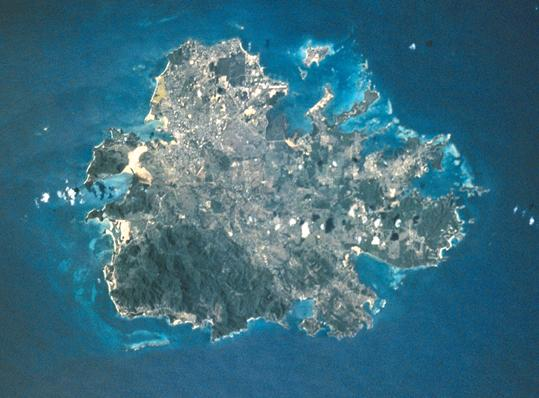
Antigua fotografata dal satellite. I Monti Shekerley, di cui il Boggy Peak è il punto culminante sono nel sud-ovest dell'isola ricoperti d'alberi.

Il Boggy Peak è un monte nel sud-ovest (coord.: 17° 2' 31" N; 61° 51' 4" O) dell'isola di Antigua, nello stato di Antigua e Barbuda. Si tratta del punto più alto dello stato, infatti culmina ad un'altitudine di 402 metri, nella parrocchia di Saint Mary.

## Toponimia
Il 4 agosto 2009 la montagna fu rinominata in omaggio al quarantaquattresimo Presidente degli Stati Uniti d'America, Barack Obama, nel giorno del suo compleanno. Nel 2016 il governo decise di ripristinare il vecchio nome.

## Storia
È sul punto culmine dei Monti Shekerley, nel sud-ovest dell'isola, che alcuni schiavi fuggitivi si riuniscono, nascondendosi nella foresta. 
A seguito di questa rivolta di schiavi, questi ultimi vengono dichiarati da catturare vivi o morti. La milizia assaltò il campo ed i leader vennero bruciati sul rogo negli anni successivi.